# Bernhard Mayrhofer (Mediziner)
Bernhard Mayrhofer (* 21. Jänner 1868 in Mürzzuschlag; † 1. August 1938 in Innsbruck) war ein österreichischer Mediziner und Medizinhistoriker.

## Leben
Der Sohn eines Notars besuchte das Gymnasium in Salzburg und studierte Medizin in Wien und Heidelberg. Nach der Promotion 1892 und dem anschließenden Militärdienst wirkte er bis 1898 in Mauerkirchen als praktischer Arzt und absolvierte bei Julius Scheff und Rudolf Weiser an der Universitätszahnklinik in Wien eine Ausbildung zum Zahnarzt. 1899 eröffnete er seine eigene Praxis in Linz. Eine Reihe wissenschaftlicher Arbeiten brachte ihm 1905 die Berufung auf ein Extraordinariat der Universität Innsbruck ein, wo er mit der Einrichtung des neugegründeten zahnärztlichen Instituts betraut wurde. 1926 erfolgte seine Ernennung zum Ordinarius. Im Studienjahr 1930/31 wirkte er als Dekan der Medizinischen Fakultät, im darauffolgenden Jahr als Rektor der Universität Innsbruck. Wegen seiner Nähe zum Nationalsozialismus wurde er nach Ablauf seiner Amtszeit 1933 vorzeitig in den Ruhestand versetzt. Den Anschluss Österreichs an Nazi-Deutschland begrüßte er 1938 euphorisch. Dokumentiert ist diese Begeisterung in einem in der Münchener Medizinischen Wochenschrift veröffentlichten Brief.

## Wirken
In Innsbruck konnte er an seinem Institut bereits 1909 erste Betten einrichten und gründete – je nach Lesart – damit die erste Zahnklinik Österreichs. Damit konnte er besonders den operativen Teil des Fachs ausbauen. In den größeren Städten Tirols führte er Kurse und Demonstrationen für praktische Ärzte durch und modernisierte damit die zahnmedizinische Versorgung im Land. Sein gesamtheitlicher Ansatz und das Interesse für die Nachbarfächer der Zahnheilkunde zeigte sich 1914 in der Gründung der Zeitschrift für Mund- und Kieferchirurgie und Grenzgebiete gemeinsam mit dem Chirurgen Hans von Haberer.
Mit großer Leidenschaft widmet er sich auch der medizinischhistorischen Forschung und Sammlung von historischen Objekten aus der Medizin. Ab 1922 bot er regelmäßig Vorlesungen zu dem Gegenstand an. Seine umfangreiche Sammlung stellte er 1934 zu einem großen Teil dem Staat zur Verfügung. Seine medizinhistorischen Schriften umfassen Biografisches und Lokalgeschichtliches genauso wie Ausführungen zum medizinhistorischen Unterricht oder zur Geschichte des Bluttransfusion und der Zahnheilkunde. Am bekanntesten ist sein Kurzes Wörterbuch zur Geschichte der Medizin aus dem Jahr 1937.

## Werke
- Bernhard Mayrhofer: Die Praxis der Zahnextraktion, einschließlich der örtlichen Schmerzbetäubung. Wiesbaden 1911
- Bernhard Mayrhofer: Lehrbuch der Zahnkrankheiten für Ärzte und Studierende. Gustav Fischer, Jena 1912
- Bernhard Mayrhofer: Klinische Beiträge zur Pathologie und Therapie der chirurgischen Zahnkrankheiten Mayrhofer. Leipzig 1913 DNB 1228968241
- Bernhard Mayrhofer: Chirurgie der dentalen Mund- und Kieferkrankheiten. F. Enke, Stuttgart 1930 DNB 580681203
- Bernhard Mayrhofer: Kurzes Wörterbuch zur Geschichte der Medizin. Gustav Fischer, Jena 1937 DNB 362280312